# Lopez de Bertodano, bahía
Lopez de Bertodano, bahía är en vik i Antarktis. Den ligger i Västantarktis. Argentina, Chile och Storbritannien gör anspråk på området.